# إنريكي لايت
إنريكي لايت (بالإسبانية: Enrique Leite)‏ هو راكب الكنو أوروغواياني، ولد في 12 ديسمبر 1963 في Villa del Cerro ‏ في الأوروغواي.

## وصلات خارجية
- إنريكي لايت على موقع أوليمبيديا (الإنجليزية)